# 新富士見橋

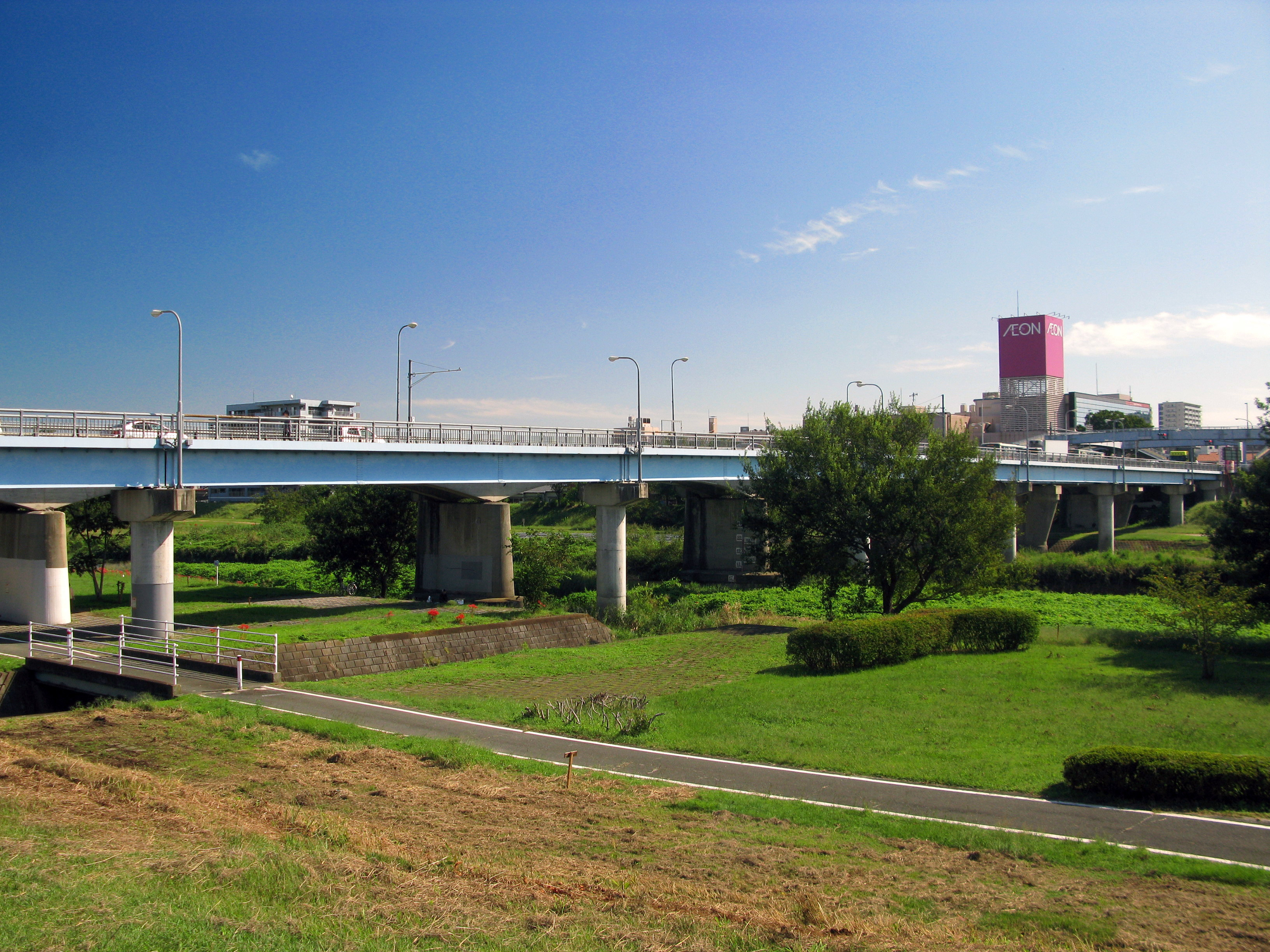
新富士見橋（2012年10月）

新富士見橋（しんふじみばし）は、埼玉県狭山市広瀬東と同市入間川の境にある入間川に架かる埼玉県道262号日高狭山線の橋である。

## 概要
埼玉県道262号日高狭山線に架かる橋の一つで、道路橋と歩道橋が一つずつ存在する。歩道は下流側に設置されている。また、すぐ上流側に歩道橋（新富士見橋側道橋）が平行して架けられている。
橋長186メートル、幅員8メートルの7径間RCゲルバー桁橋である。橋名は台風で流失した木橋の富士見橋（現、本富士見橋）の代替として新設架橋されたことによる。
道路橋の道幅は狭く、大型トラックやバスが通行しているが行き交う際には大変危険である。
そのため、道幅が広いスペースで双方の車両が待ち合わせをする光景が見られる。
晴れた日には文字通り新富士見橋から富士山を望むことができる。
狭山市内の橋では最も古く、橋が老朽化しているため埼玉県に橋の架け替えを要請しているが、現時点では具体的な動きはない。

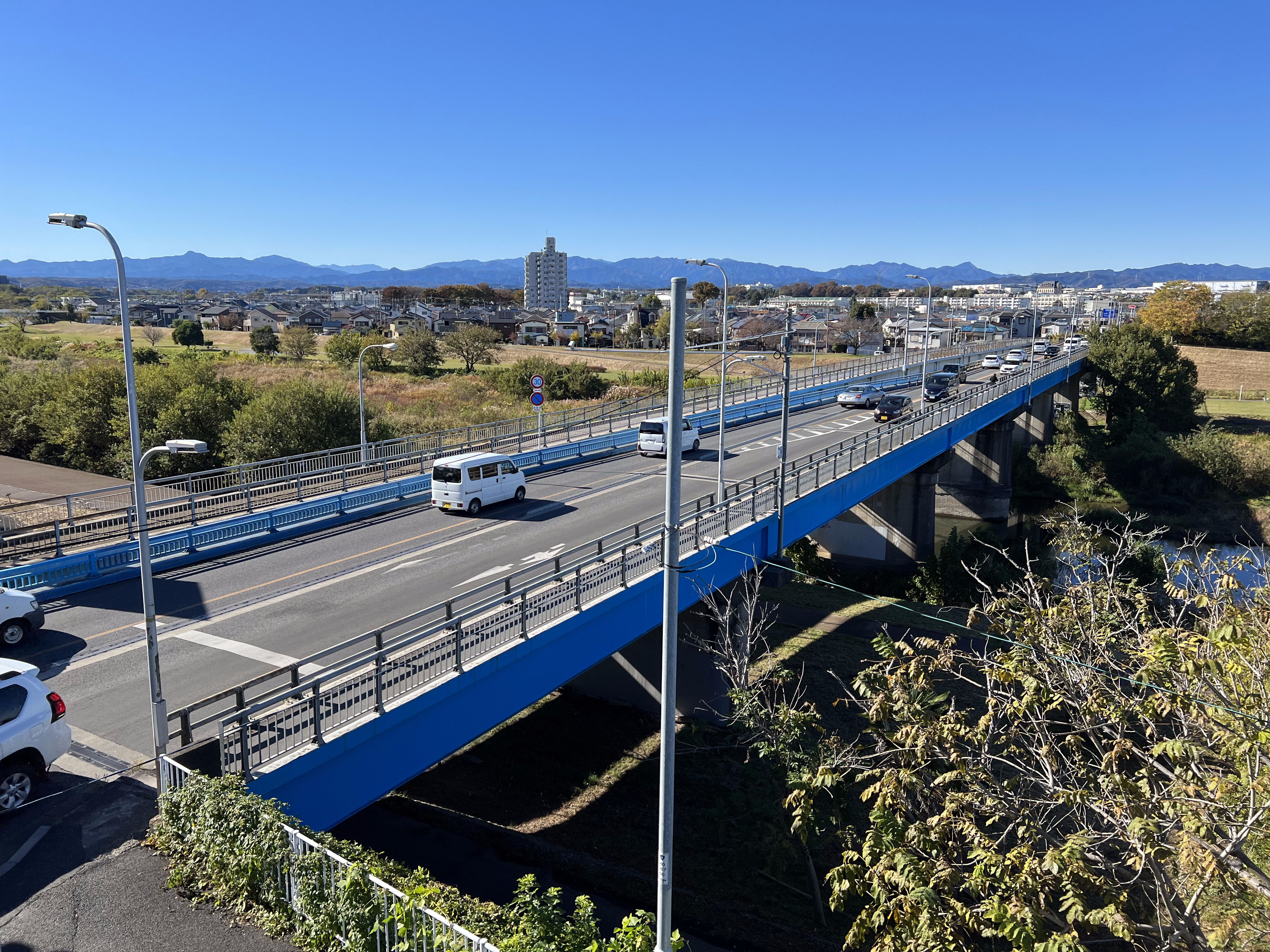
右岸から見下ろしたところ

## 歴史
- 1958年（昭和33年）8月6日  - 完成[1][3]。1958年（昭和33年）開通[4]。開通当初は歩道は設置されていなかった。
- 1978年（昭和53年） - 右折レーン設置のため東詰の拡幅工事を実施[1]、上流側に密接して鋼箱桁が増設される。
- 1995年（平成7年）8月1日  - 上流側に新富士見橋に平行するように歩行者専用の歩道橋（新富士見橋側道橋）が開通する。橋長216.825メートル、幅員2.5メートルの8径間上路式鋼鈑桁橋[1]。また、同時に新富士見橋の下流側に歩道を拡幅新設する。

## その他
西武バスで、同橋の名前がバス停として使用されている。
橋の北側の交差点先に位置しており橋から100 m程離れているが、行先により違う場所に位置しているため、2ヶ所のバス停が存在する。

## 隣の橋
- 入間川

広瀬橋 - 本富士見橋 - 新富士見橋 - 昭代橋 - 狭山大橋